# La casa nova
Il conte: Dice bene la signora Cecilia.»
La casa nova è un'opera teatrale in tre atti in dialetto veneziano di Carlo Goldoni scritta nel 1760 e rappresentata per la prima volta nel Teatro San Luca l'11 dicembre di quell'anno. L'accoglienza del pubblico fu particolarmente calorosa e venne successivamente replicata molte volte fino alla chiusura del Carnevale dell'anno successivo.  
L'opera è stata definita una commedia veneziana di ambiente alto-borghese e costituisce un sorta di prolungamento de I rusteghi.

## Trama
L'azione scenica prende avvio dalla descrizione di un trasloco: Anzoletto e Cecilia, una coppia di giovani sposi, si apprestano a trasferirsi in una casa più ricca proprio quando sono ridotti al massimo della povertà, avendo dissipato tutto il patrimonio di cui disponevano. Anzoletto, per mantenere lo stile di vita della sua altezzosa moglie Cecilia, si è indebitato fino al collo, facendo molto arrabbiare il suo ricco zio Cristofolo che non è più disposto a foraggiarlo. Quando i creditori stanno per procedere al sequestro dei beni di Anzoletto (abbandonato anche dagli amici di comodo di cui i coniugi si erano circondati, compreso un conte), Cecilia - ravvedutasi - riesce a convincere Cristofolo ad intervenire: lo zio paga i debiti del nipote, a patto che abbandoni la nuova casa, troppo grande e costosa per le sue possibilità.

## Poetica
Scrisse l'autore nella prefazione all'edizione a stampa: S'io non avessi composto che questa sola commedia, credo che essa bastato avrebbe a procurarmi quella riputazione che acquistata mi sono con tante altre. Mi pare di non aver niente in essa da rimproverarmi, ed oserei proporla altrui per modello, se lusingar mi potessi che le opere mie fossero degne di imitazione.
L'opera, che costituisce uno dei maturi capolavori di Goldoni, è incentrata su due temi-chiave della vita della sua Repubblica: lo sperpero economico (interi patrimoni dissolti, ad esempio, nel giro di una notte al tavolo da gioco: tema affrontato anche ne Il giuocatore) e l'inutile smania di pompa e gala quando autocontrollo e dirittura morale della borghesia di un tempo paiono ai più un lontano ricordo.